# Tutto il ferro della torre Eiffel
Tutto il ferro della torre Eiffel è un romanzo dello scrittore italiano Michele Mari.

## Trama
Nella Parigi degli Anni Trenta il critico letterario e filosofo tedesco Walter Benjamin si lancia in una scombinata ricerca, tra l'erudito e il poliziesco, assieme allo storico Marc Bloch, per appurare come mai molti personaggi di talento si siano suicidati negli ultimi anni, e come mai sulla scena del suicidio siano stati regolarmente visti aggirarsi dei nani. La strana indagine di Bloch e Benjamin passa per luoghi reali e immaginari, con una serie di incontri con alcuni degli scrittori, intellettuali e artisti più importanti del XX secolo, da Fernando Pessoa a T.S. Eliot, da Carlo Emilio Gadda a Franz Kafka, in un crescendo di scene surreali e grottesche; man mano che i due anomali detective trovano legami che connettono le varie morti sulle quali stanno investigando, si delinea una strana congiura di nani, tesa a stabilire il dominio mondiale di un misterioso "Super-Nano".

## Premi e riconoscimenti
Il libro si è aggiudicato il Premio Bagutta edizione 2003.